# Verhaltensmuster
Als Verhaltensmuster (englisch pattern of behavior oder behavioral patterns) bezeichnet man in der Psychologie und Verhaltensbiologie angeborene und erlernte Bewegungsabfolgen oder soziale Interaktionen, die in einer bestimmten Situation jeweils in einer bestimmten Weise gleichzeitig und/oder in gleicher Reihenfolge stattfinden (Reaktionskette).
Wie das Verhalten insgesamt, werden sie als Anpassungsleistung eines intakten Organismus an seine natürliche, relativ stabile Umwelt gedeutet. Von konsistenten Verhaltensmustern spricht man, wenn die Verhaltensmuster gegenüber veränderten Situationen relativ beständig sind.

## Entwicklungspsychologie
Beim Menschen werden Verhaltensmuster von vielen Psychologen als eingeübte Handlungsweisen gedeutet, deren Wiederholung dem handelnden Individuum in einer bestimmten Situation das Gefühl von Sicherheit vermittelt, zum Beispiel das Schreckmuster bei Säuglingen und Kleinkindern aufgrund von Schmerz oder plötzlichen und lauten Geräuschen. Laut Hellgard Rauh z. B. erweisen sich europäische und afrikanische Kinder als irritierbarer als indianische und ostasiatische Kinder. Hellgard Rauh spricht auch von der Organisiertheit des Verhaltens und von „Verhaltenssystemen“, zu denen sie auch Reflexe rechnet. Die Verhaltensmuster des Neugeborenen sind z. B. Winden des Körpers, Stoßbewegungen der Beine und Arme, die noch wenig geschmeidig und flexibel sind. Die Flexibilität des Verhaltens entwickelt sich in jahrelangen Lernprozessen im Kontakt mit der jeweiligen sozialen und materiellen Umwelt.
Die Augenbewegungen gehören nach Rauh zu den für Lernprozesse empfänglichsten Verhaltensmustern. An der Entwicklung der Motorik lässt sich sehr schön sehen, wie/dass Verhaltensmuster durch Lernprozesse weiterentwickelt werden. Kennzeichnende Verhaltensmuster der Neugeborenen sind nach Rauh:
- frühes Greifen
- Kriechen
- Schwimmbewegungen
- Wenden des Kopfes zur Berührungsquelle (Rooting)
- Saugen und
- Nachahmung generell.

Nach H. Rauh ist die Organisiertheit des Verhaltens schon bei Neugeborenen erkennbar. Diese ist
- individuell verschieden; z. B. wie ein Kind auf frühe Anforderungen reagiert: ob es die Balance zu halten vermag oder eher desorganisiert wirkt.
- Außerdem gebe es ethnische Unterschiede: indianische und ostasiatische Kinder seien stärker belastbar als europäische und afrikanische.
- Früher geborene Kinder seien weniger stabil. Das betreffe auch Kinder von (durch Medikamente, Alkohol und andere Drogen) geschädigten Müttern.

## Vorhersagbarkeit und Modifikation
Die Vorhersagbarkeit späterer (stabiler) Organisiertheit des Verhaltens ist sehr begrenzt, was allerdings (so Rauh) auch als ein Vorteil im Hinblick auf die Wirksamkeit der Eltern-Kind-Dynamik und ihre Effektivität für die kindliche Verhaltensorganisation interpretiert werden kann. Sensibilität der Eltern komme dem Kind und der Entwicklung seines Verhaltens zugute.
Die durch Lernprozesse veränderten Verhaltensmuster führen in der Regel zu weiterer Differenzierung. Durch den Kontakt mit der Umwelt passen sich die Funktionsweisen der Verhaltensmuster an diese auch an. Die Entwicklung tendiert (z. B. durch Wiederholung, Übung, sonstige soziale Auseinandersetzungen) zur Optimierung des Verhaltens.
Zum Beispiel:
- die Verbesserung der Reaktionsfähigkeit in bestimmten Sportarten durch Training bzw. Übung,
- die Verfeinerung der Begrüßungsformen in einer Gruppe,
- die verbesserten Reaktionen auf Angriffe in einem bestimmten sozialen Milieu usw.

Die Zielgerichtetheit des Verhaltens beginnt sich nach Rolf Oerter im Verlaufe des ersten Lebensjahres zu entwickeln. Die verschiedenen Verhaltensmuster werden unterschiedlich früh von dieser Intentionalisierung erfasst.
Eingeübte bzw. erlernte Verhaltensweisen können aber auch beschränkende, einengende, kontaktverhindernde Gewohnheiten darstellen. Solche unerwünschten Verhaltensmuster können zum Beispiel im Rahmen von psychotherapeutischen Behandlungen – beispielsweise der Verhaltenstherapie (Verhaltensmodifikation)  – bearbeitet werden. Wie auch das Erlernen ist das Verlernen in der Regel ein längerer Prozess, der viele Versuche beinhaltet.

## Erziehung
Verhaltensmuster können in Erziehungsprozessen differenziert, erweitert, verfeinert oder neu entwickelt werden. Die Interaktion mit den Erziehern (Eltern, Lehrer usw.) und den Gleichaltrigen (Peergroup) schafft soziale Situationen, in denen das Kind Verhaltensmuster modifizieren (auch abbauen) oder weiterentwickeln kann. In unterschiedlichen sozialen Situationen werden Lernprozesse initiiert, die Modifikationen im Verhalten zur Folge haben.
Die gezielte Veränderung von Verhaltensmustern (in Erziehungssituationen) setzt im Allgemeinen voraus, dass der Erziehende die zu ändernden Verhaltensweisen kennt. Hier greift das Hilfsmittel Verhaltensbeobachtung, die einen Überblick über das Verhaltensrepertoire des Kindes/Jugendlichen ermöglicht, um Modifikationen, Differenzierungen und Anpassungen an bestimmte soziale Situationen planen zu können.
Erziehen verändert allerdings auch die Verhaltensmuster des Erziehenden. Indem er sich – vor allem regelmäßig – in die Erziehungssituation begibt, unterliegt er der Dynamik, die auch vom Kind oder dem Jugendlichen mitbestimmt wird. Diese Dynamik verändert auch ihn: Sein Denken und Handeln – seine Verhaltensmuster. Zum Beispiel lernt er aus Situationen und verhält sich in Zukunft anders als in einem früheren Stadium der Erziehung. So verhalten sich Eltern beim zweiten oder dritten Kind (mindestens partiell) anders als beim ersten, denn sie haben sich durch die Erfahrungen mit Erziehung verändert.
Kurt Lewin spricht im Zusammenhang von der „Natur“ und der „Richtung eines ablaufenden Prozesses“ (eines Verhaltenskomplexes) von „Verhaltenseinheiten“, was allerdings nicht mit Verhaltensmuster gleichgesetzt werden kann. Man könnte hier eher von zusammengehörenden und miteinander verlaufenden (bzw. integrierten) Teilen eines Verhaltens reden.